# Міжводне
Міжво́дне (до 21.08.1945 — Ярилга́ч, крим. Yarılğaç) — село Євпаторійського району Автономної Республіки Крим. Розташоване на Тарханкутському півострові в північній частині Чорноморського району між Ярилгацькою бухтою та двома озерами лиманного типу Джарилгач і Ярилгач. Центр Міжводненської сільради. Літній сезонний кліматичний і в перспективі бальнеологічний курорт. Населення на 2006 рік — 1816 осіб.

## Історія

Ярилгач («Єрілгачь») і навколишні поселення на російській мапі 1817 року з позначкою «пуст.»

Ярилгач («Джарилгачь» з позначкою «маленьке село») і навколишні поселення на російській мапі 1842 року.

Найдавніші поселення на території Міжводного датуються бронзовою добою.
Також на території та поблизу села виявлено залишки кількох еллінських поселень IV—II ст. до н. е., що входили до дальньої хори Херсонеської держави, поселення отримали умовні назви Панське 1, 2, 3, 4.
Найбільш досліджене — Панське I, комплекс із 14 садиб, що були розташовані на пересипу між Ярилгацькою бухтою й озером Панським, поселення було знищено пожежею в першій половині III ст. до н. е. в результаті набігу скіфів, проіснувавши лише 30-50 років з часу заснування. Біля неї збереглися сліди стародавньої дороги, а за нею знаходився захищений некрополь, що налічував 52 могильних пагорби. На кінець XX ст. некрополь було повністю розграбовано.
У Панському-I було знайдено кам'яний рельєф із зображенням Геракла. Наразі рельєф зберігається в Євпаторійському музеї, а територія садиби забудована. Крім того, у Міжводному було знайдено фрагменти двох половецьких статуй.
За часів Кримського ханства село отримало назву Ярилгач.
Кримськотатарське населення покинуло Ярилгач і більшість навколишніх селищ під час першої хвилі еміграції (кінець XVIII ст.), спричиненої анексією Криму Російською імперією. 1795 року землі на узбережжі Ярилгацької бухти разом з селом Ярилгач були передані полковнику Кесвогло за розпорядженням князя Потьомкіна. На російській топографічній 1817 року село позначене покинутим, на мапі 1842 року — як маленьке село (рос. малая деревня).
У XIX ст. село Ярилгач було заселено пересельцями здебільшого з Білорусі та України й аж до Другої світової війни (1940-ві) лишалося переважно білорусько-українським селом. В «Лоції Чорного та Азовського морів за 1892» зазначається: «на східному березі [Ярилгацької] затоки, на низовині за невисоким скелястим мисом Кара-Бурун, знаходиться невелике руське село Ярилгач, млини якого видно з моря».
На початку XX ст. в селі мешкало майже 500 осіб (91 двір), осторонь села також знаходилась хлібна пристань, у селищі якої також мешкало ще 55 осіб. Жителі села займалися землеробством, рибальством, розводили тарханкутських овець та крупну рогату худобу.
Селяни підтримали Жовтневий переворот і 1918 року в селі було встановлено радянську владу, до 1920 тривали бої з білогвардійцями.
1921 року чисельність населення становила 520 осіб. Результатом колективізації став голод (1921—1923), за архівними даними із 660 селян померли 160, ще 200 «розбіглися» по інших населених пунктах.
В СРСР у кінці 20-х були значно розширені політичні репресії проти селян, не оминули репресії і Ярилгач, наприклад, селяни С. Д. Сердюк та Є. П. Принь «за невиконання норм заготівлі продуктів» були позбавлені виборчих прав і оштрафовані, але оскільки грошей вони не мали, сільрада провела розпродаж їхнього майна:
| Ліві лапки | Робочий кінь вартістю 15 карбованців, курки з півнем вартістю 20 рублів, борошно пшеничне — 2 мішки вартістю 5 карбованців, жакет вартістю 5 карбованців, самовар вартістю 3 карбованці, пальто вартістю 15 карбованців, сундук вартістю 3 карбованці, мисливська рушниця вартістю 15 карбованців, ліжко вартістю 5 карбованців. | Праві лапки |

 Загальна вартість майна — 86 карбованців, у той час як штраф склав 1000 карбованців. «Позбавлення виборчих прав» означало розкуркулення і неможливість праці на державному підприємстві, а відновлення у виборчих правах було можливе лише після 5 років «суспільно корисної праці» на держпідприємстві.
В 1930-ті було розгорнуто «рішучу боротьбу за підвищення врожайності, завершення колективізації, покращення культурно-побутових умов», було створено хату-читальню, 1934 року «зліквідовано безграмотність».
Восени 1941 Червона армія покинула село і розпочалася німецька окупація Ярилгача.
В роки війни понад 200 мешканців села були в лавах Червоній армії, 76-х із них було нагороджено орденами й медалями, у тому числі льотчик Микола Кудря отримав звання Героя Радянського союзу, 48 осіб загинули.
Окупація села завершилася 14 квітня 1944. В результаті повоєнного заселення спустілого після війни та депортацій Криму в селі з'явилися переселенці з Росії.
Указом Президії ВР РРФСР № 619/3 від 21.08.1945 селище Ярилгач було перейменовано в Міжводне (рос. Межводное), Ярилгацьку сільраду в Міжводненську.
В 1950-ті було проведено «укрупнення господарств»: на території Межводненської сільради було створено радгосп «Міжводне», основною спеціалізацією якого було вівчарство, також радгосп вирощував зернові.
1978 року озеро Панське (Сасик) було перетворене на техногенну затоку: вузький перешийок між лиманом і Ярилгацькою бухтою було розрито і на березі озера було побудовано оновлений порт Чорноморськ.
У 1990-тих на базі радгоспу було створено кілька фермерських сільгосппідприємств.

## Населення
Населення Міжводного на 2006 рік становило 1816 осіб. У літній період кількість населення села збільшується в кілька разів за рахунок відпочивальників.
| Рік     | Кількість населення (осіб) | Примітки                   |
| ------- | -------------------------- | -------------------------- |
| 1750    | більше 0                   | напередодні анексії Росією |
| 1817    | 0                          |                            |
| 1842    | більше 0                   | менше 5 дворів             |
| 1900-ті | 500                        | 91 двір                    |
| 1921    | 520                        | 660 за іншими даними       |
| 1923    | 200                        |                            |
| 1926    | 431                        |                            |
| 1939    | 519                        |                            |
| 1989    | 651                        |                            |
| 2006    | 1816                       |                            |

За даними перепису населення 2001 року рідною мовою мешканці Міжводного вказали:
| Мова              | Відсоток населення |
| ----------------- | ------------------ |
| російська         | 69,44 %            |
| кримськотатарська | 16,35 %            |
| українська        | 12,78 %            |
| вірменська        | 0,61 %             |
| білоруська        | 0,33 %             |

## Клімат
Клімат посушливіший, ніж в південній частині Криму. Весна розпочинається рано, температура повітря й моря швидко підвищуються.
Купальний сезон у Міжводному розпочинається приблизно на півмісяці раніше за Південне узбережжя Криму, бо мілковода Каркінітська затока з її бухтами — Ярилгацькою, Акмечетською та Караджинською — по весні швидко прогріваються сонцем. Згідно з медичними рекомендаціями, початок купального сезону для здорових дорослих осіб визначається часом, коли температура морської води вдень стало тримається вище +17 °C, для дітей та не цілком здорових осіб — вище +20 °C. Так, у Стерегущому температура морської води сягає +17 °C приблизно 6 травня, у Міжводному — 17, у Євпаторії — 20, у Ялті — 27 травня.
Купальний сезон триває з другої половини травня до першої декади жовтня — протягом цього періоду температура води не буває нижче 17 °C.
Влітку температура повітря тримається в межах +19+28 °C, останніми роками максимальна літня температура сягає +40 °C. Найтепліший місяць — червень (середня температура +23,5 °C). Спека зноситься легко через низьку вологість повітря і постійні бризи.
Перша половина осені тепла й сонячна, дожді приходять в кінці жовтня — початку листопада.
Перші заморозки настають приблизно у жовтні.
Зима м'яка та малосніжна. Найхолодніший місяць — лютий (середня температура 0+1 °C)

## Транспорт
Міжводне має регулярне автобусне сполучення з Чорноморським, Євпаторією, Сімферополем, Армянськом.
За радянських часів у селі функціонував аеропорт: літаки АН-2 виконували рейси з Міжводного до Сімферополя. У наш час летовище використовується дельтапланами місцевих турагенцій під час курортного сезону.
Найближча залізнична станція — Євпаторія (близько 82 км).

## Курорт
Міжводне — літній сезонний кліматичний і в перспективі бальнеологічний курорт. Більша частина села розташована уздовж Ярилгацької бухти і майже все морське узбережжя Міжводного являє собою упорядкований піщаний пляж, що північніше переходить у каменистий. Купальний сезон: друга половина травня — перша декада жовтня (докладніше див. у розділі Клімат).
Міжводненські озера Джарилгач і Ярилгач (Карлавське) внесено до офіційного переліку лікувальних водних об'єктів як родовища лікувальних грязей, Запаси лікувальних грязей озера Джарилгач оцінено в 3100 тис. м³, озера Ярилгач — 5 тис. м³, при цьому в документі зазначається, грязі обох озер показано для зовнішнього застосування при захворюваннях органів опори і руху, центральної та периферичної нервової системи, серцево-судинної системи, органів травлення, шкіри, гінекологічних захворюваннях. 2012 року до переліку було додане також озеро Панське (запаси — 2000 тис. м³).

## Пам'ятники
- Пам'ятний знак загиблим у німецько-радянській війні односельцям.
- Пам'ятний знак жертвам депортації кримськотатарського народу — відкрито 16 травня 2007, скульптор — Ільмі Аметов.
- Пам'ятник Невідомому матросу — відкрито 14 травня 2013 на узбережжі Каркінітської затоки між селами Міжводне та Сєверне.[25]

## Відомі міжводненці
- Микола Кудря (1921 -1943) — Герой Радянського Союзу, військовий льотчик Червоної армії.
- Ольга Давидко (нар. 1986) — перша в історії України чемпіонка світу з сумо у важкій ваговій категорії.

## Фотографії

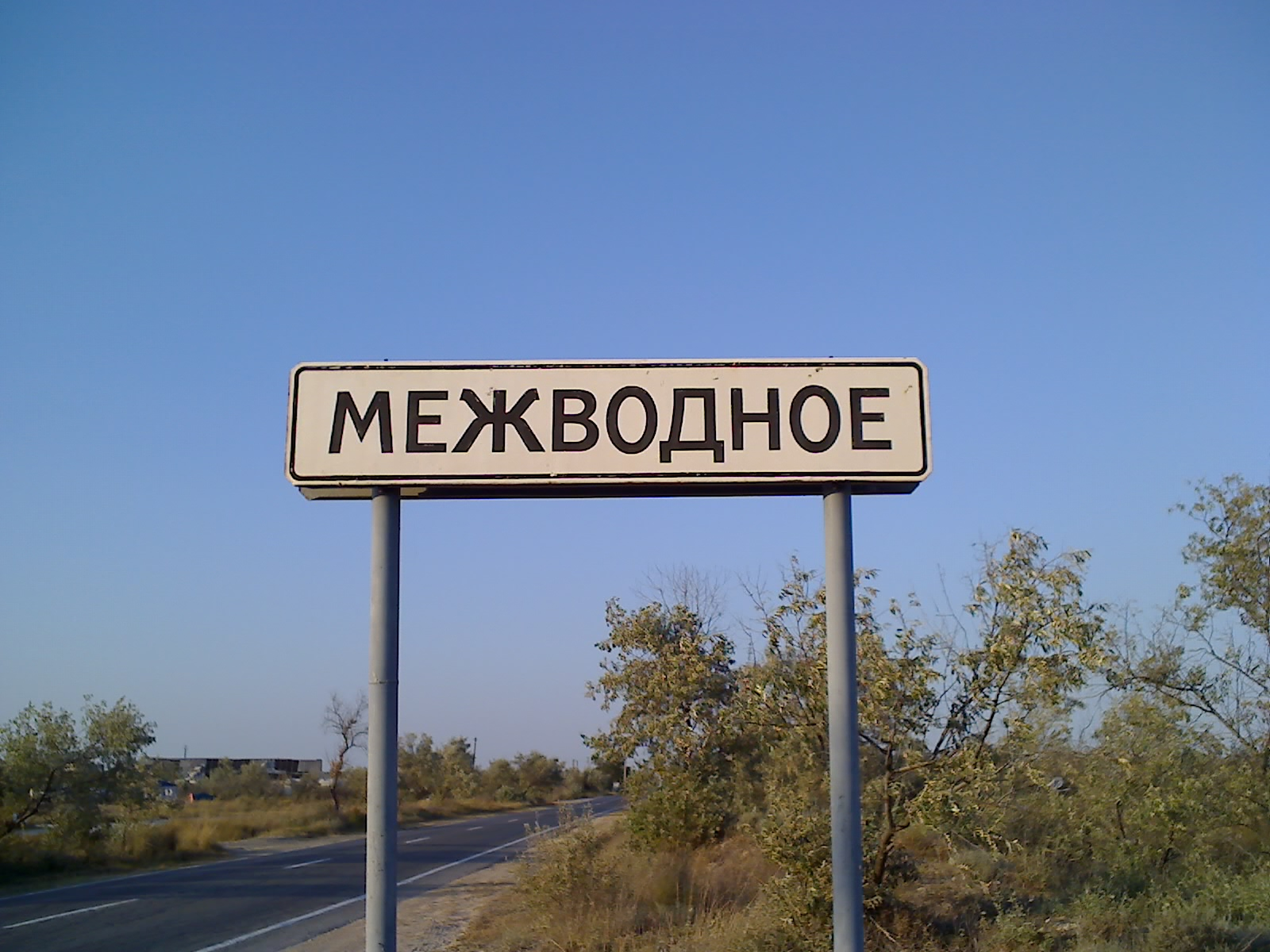
Дорожній вказівник при в’їзді до села з півдня
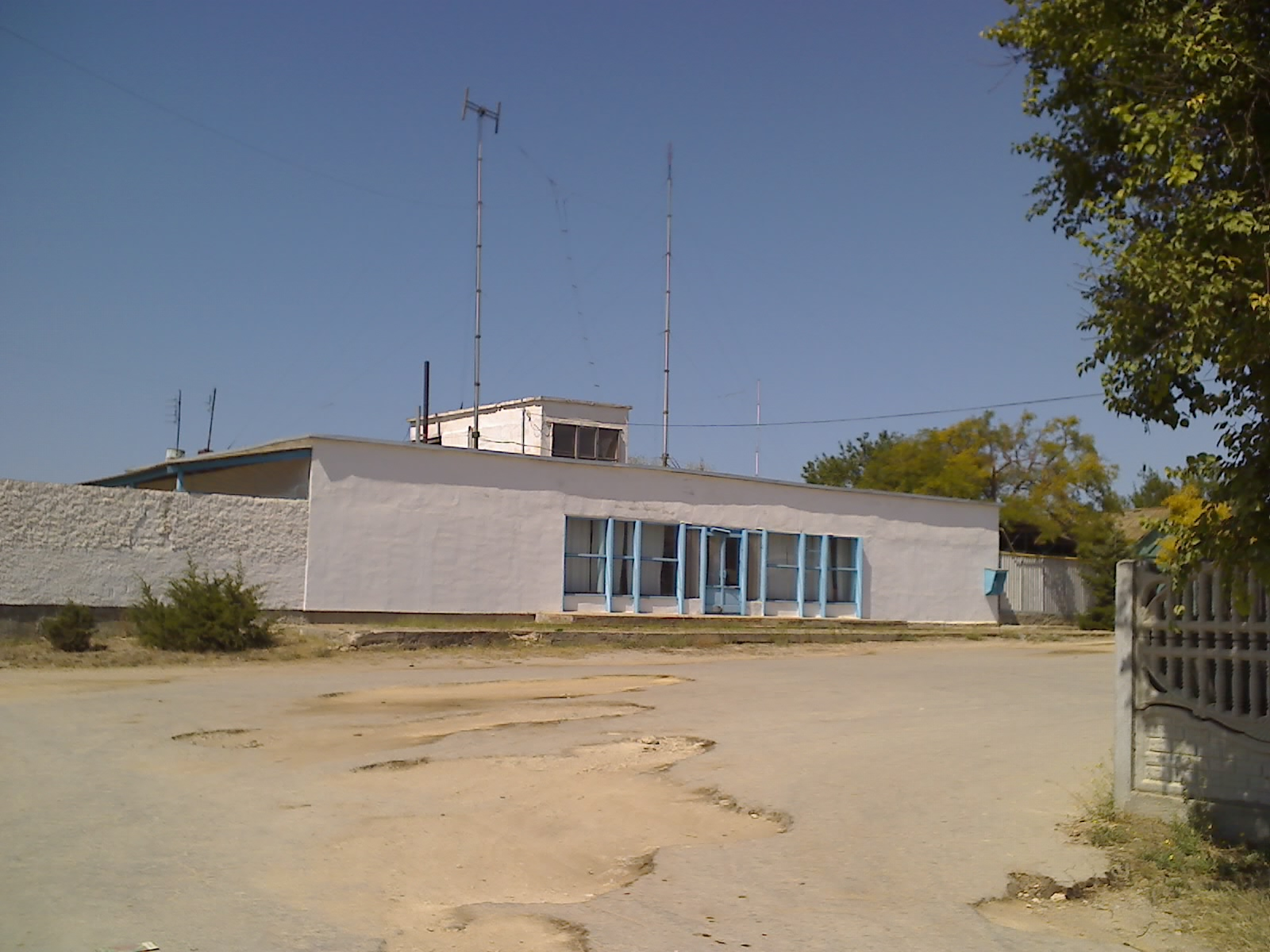
Аеропорт
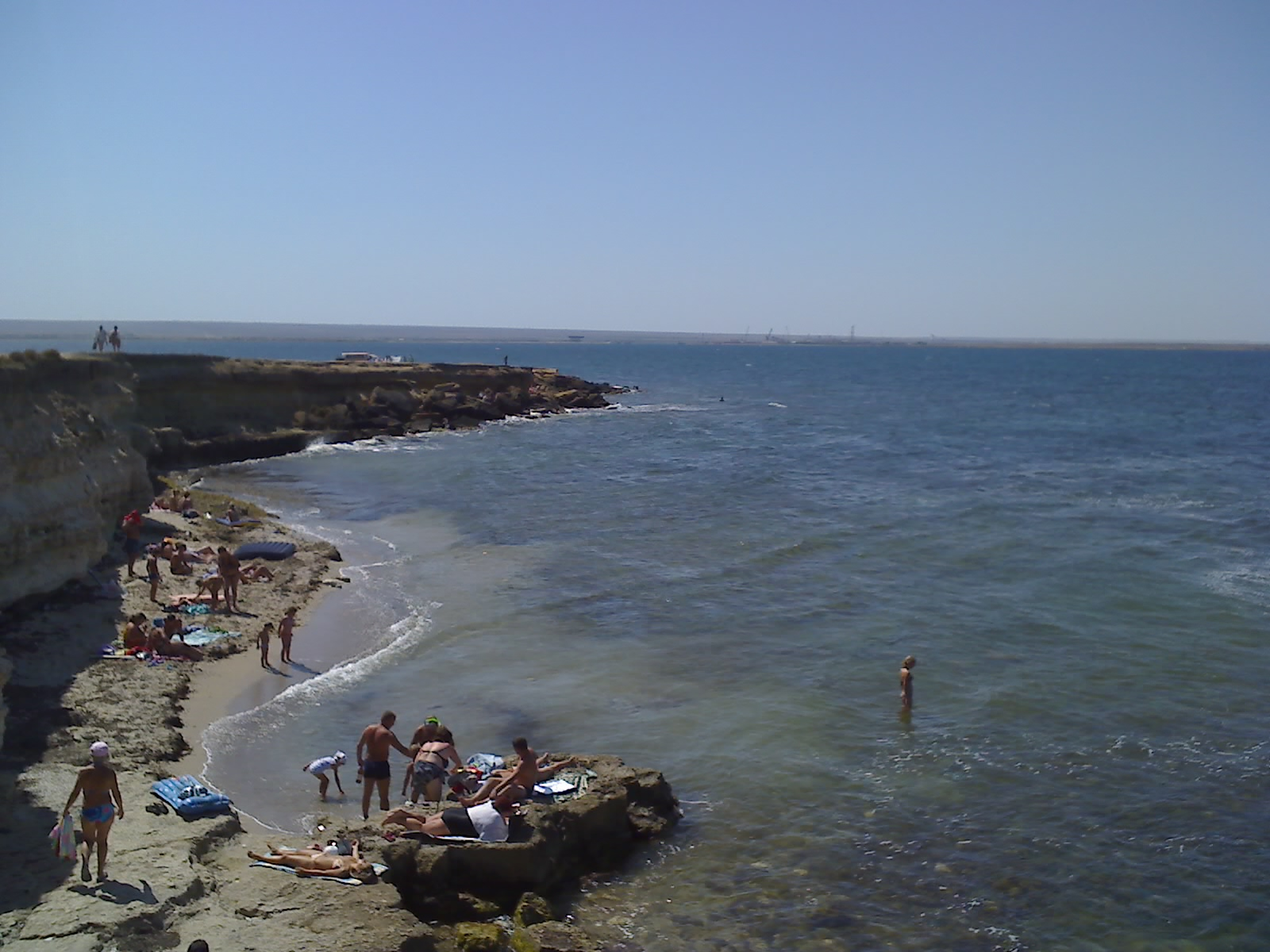
Чорний мис (вид із півночі)
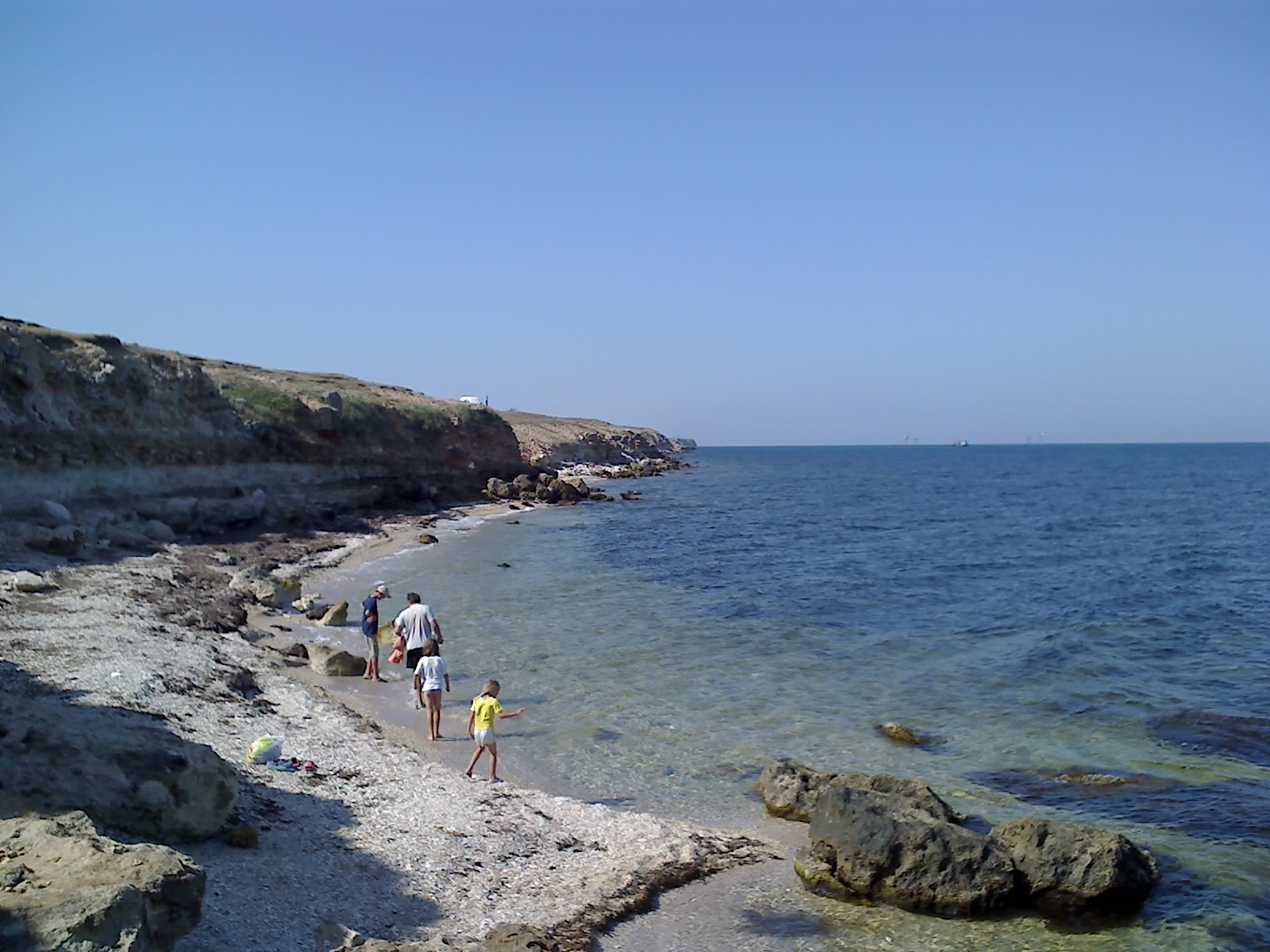
Абразійна берегова лінія, західніше села
Пам'ятник жертвам депортації
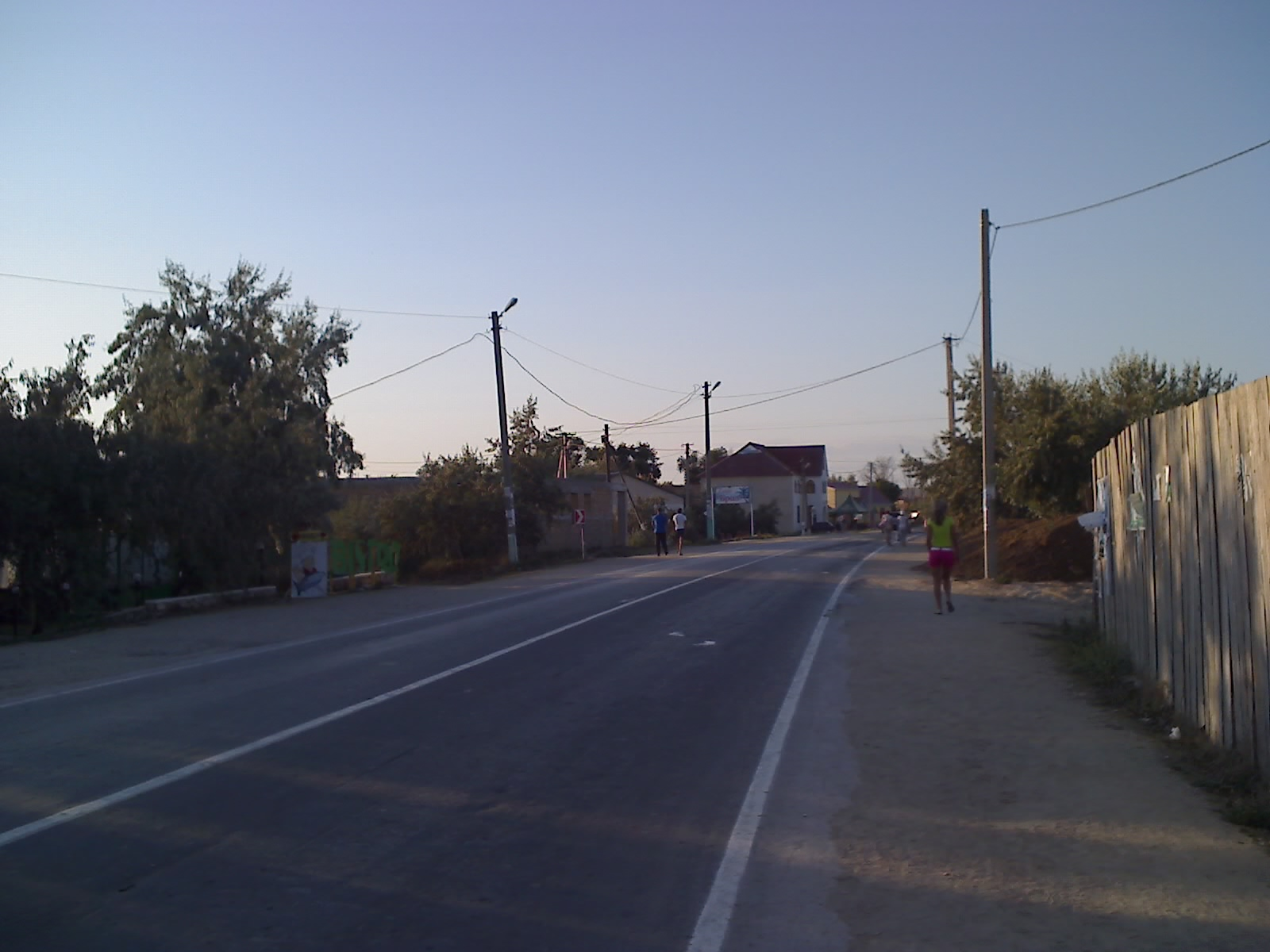
Чорноморське шосе
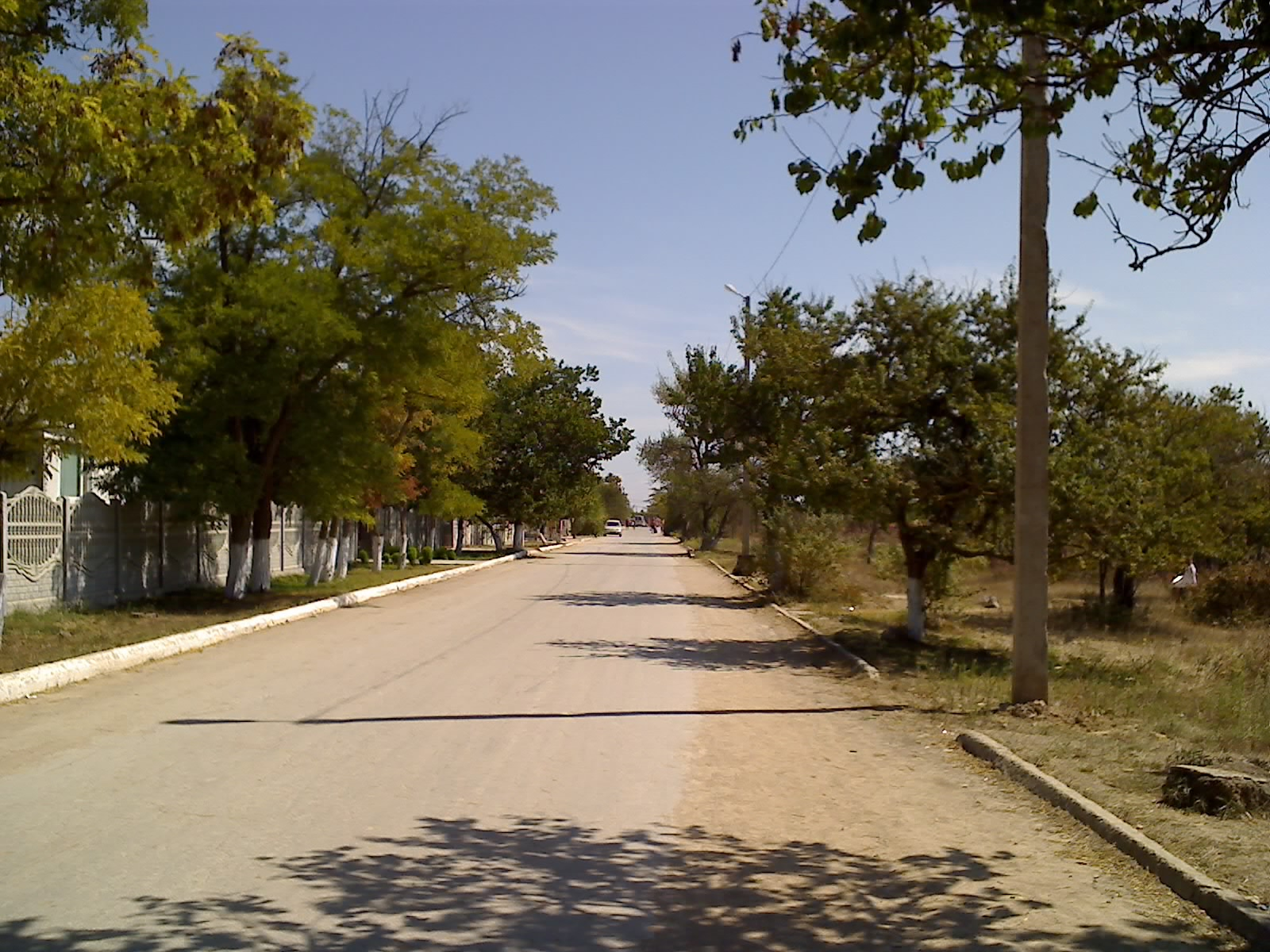
Вулиця Морська
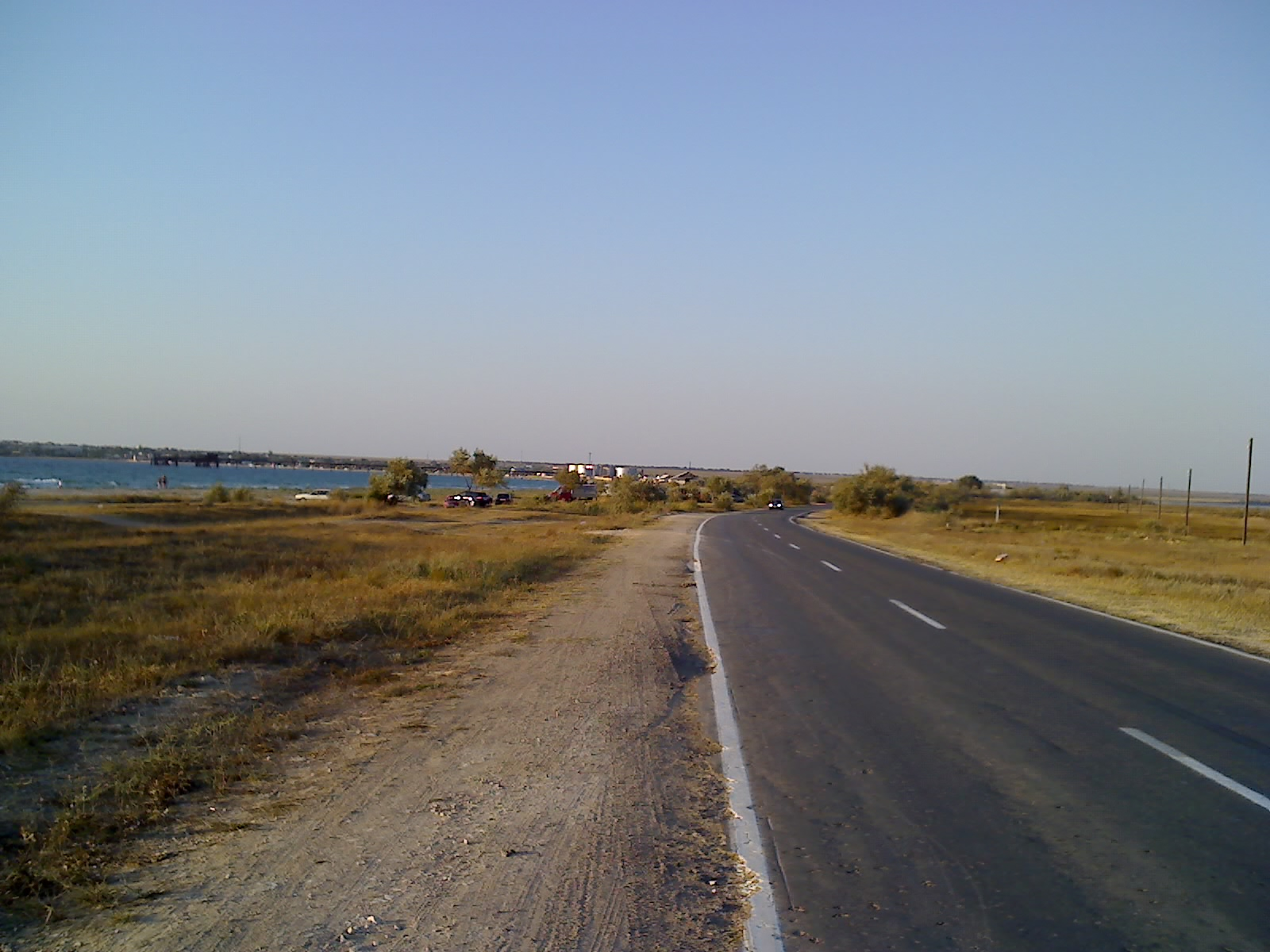
Траса Т-01-07, 1 км на південь від села
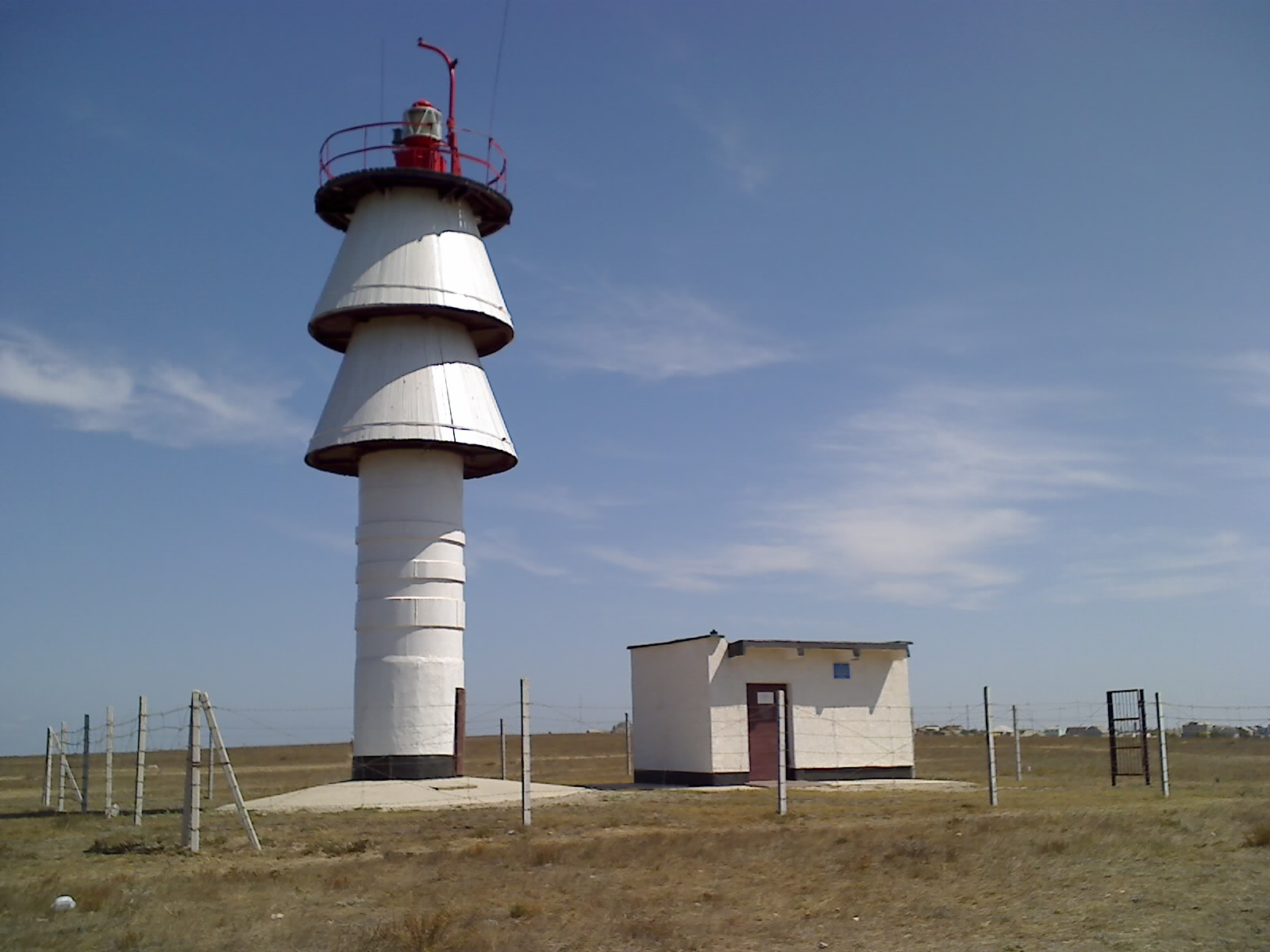
Маяк на Чорному мисі